# Atchoupa
Atchoupa är en ort i Benin. Den ligger i den södra delen av landet, 5 kilometer nordost om huvudstaden Porto-Novo. Atchoupa ligger 31 meter över havet och antalet invånare är 19 565.
Terrängen runt Atchoupa är platt, och sluttar söderut. Runt Atchoupa är det mycket tätbefolkat, med 3 895 invånare per kvadratkilometer.. Närmaste större samhälle är Avrankou, 3,2 kilometer nordost om Atchoupa.
Omgivningarna runt Atchoupa är en mosaik av jordbruksmark och naturlig växtlighet.